# Marianne Herberg
Marianne Herberg (* 12. März 1901 in Leipzig; † 30. Dezember 1991 in Hamburg) war eine deutsche Malerin. Sie ist vor allem mit Stillleben hervorgetreten.

## Leben
Marianne Herberg wurde im Leipziger Stadtteil Connewitz geboren. Von 1924 bis 1929 studierte sie an der Kunstgewerbeschule Dresden, wo sie eine Schülerin von Edmund Kesting (Fach Malerei) und von Margarete Junge war. Danach besuchte sie von 1930 bis 1932 die Schule für Bildende Kunst bei Hans Hofmann in München. Nach dem Studium war sie als freie Malerin in Dresden tätig. Ihre Werke, Stillleben und Landschaften, stellte sie in Dresden, Leipzig und Meißen aus. Sie bereiste Italien, Griechenland und Spanien, wo sie ihre Malereistudien fortsetzte. Beim Bombenangriff auf Dresden 1945 ging ihr Frühwerk verloren.
Nach dem Zweiten Weltkrieg zog Marianne Herberg nach Planitz bei Meißen. 1946 war sie auf der Allgemeinen Deutschen Kunstausstellung in Dresden und 1952 in Meissen auf der 6. Meissner Kunstausstellung. 10 Jubilare stellen aus vertreten. Sie gehörte dem Verband Bildender Künstler Deutschlands an. 1956 wanderte sie in die Bundesrepublik Deutschland aus, wo sie zunächst in Stuttgart lebte. In den folgenden Jahren beschickte sie die Ausstellungen der Berufsverbände. 1971 ließ sie sich in Aumühle nieder. Für die Hamburger Künstlergruppe „Kellerdrucker“ schuf sie Siebdrucke. 1991 starb sie mit 90 Jahren in Hamburg.

## Werkbeispiel
- Früchtestillleben mit Krug (1936, Öl, 50 × 65 cm; Museum Kunst der Verlorenen Generation, Salzburg)[1]